# Rochefort-sur-Nenon
Pour les articles homonymes, voir Rochefort.
Rochefort-sur-Nenon ([ʁɔʃfɔʁ syʁ nənɔ̃]) est une commune française située dans le département du Jura, dans la région culturelle et historique de Franche-Comté et la région administrative Bourgogne-Franche-Comté.
Label "Villes et Villages Fleuris" (3 fleurs).

## Géographie
La commune compte plusieurs hameaux : Gros-Buisson, La Grange d'Haibe et La Grange Vannans. Aussi, le hameau appelé Les Ruppes n'est plus habité.

### Climat
Pour des articles plus généraux, voir Climat de la Bourgogne-Franche-Comté et Climat du département du Jura.
En 2010, le climat de la commune est de type climat océanique dégradé des plaines du Centre et du Nord, selon une étude du Centre national de la recherche scientifique s'appuyant sur une série de données couvrant la période 1971-2000. En 2020, Météo-France publie une typologie des climats de la France métropolitaine dans laquelle la commune est exposée à un climat semi-continental et est dans la région climatique  Jura, caractérisée par une forte pluviométrie en toutes saisons (1 000 à 1 500 mm/an), des hivers rigoureux et un ensoleillement médiocre. 
Pour la période 1971-2000, la température annuelle moyenne est de 10,9 °C, avec une amplitude thermique annuelle de 17,7 °C. Le cumul annuel moyen de précipitations est de 990 mm, avec 12,4 jours de précipitations en janvier et 8,6 jours en juillet. Pour la période 1991-2020, la température moyenne annuelle observée sur la station météorologique de Météo-France la plus proche, « Dole », sur la commune de Dole à 6 km à vol d'oiseau, est de 11,6 °C et le cumul annuel moyen de précipitations est de 1 023,0 mm. 
La température maximale relevée sur cette station est de 40 °C, atteinte le 31 juillet 2020 ; la température minimale est de −24 °C, atteinte le 10 janvier 1985,,. 
Les paramètres climatiques de la commune ont été estimés pour le milieu du siècle (2041-2070) selon différents scénarios d'émission de gaz à effet de serre à partir des nouvelles projections climatiques de référence DRIAS-2020. Ils sont consultables sur un site dédié publié par Météo-France en novembre 2022.

## Urbanisme

### Typologie
Au 1er janvier 2024, Rochefort-sur-Nenon est catégorisée commune rurale à habitat dispersé, selon la nouvelle grille communale de densité à sept niveaux définie par l'Insee en 2022.
Elle est située hors unité urbaine. Par ailleurs la commune fait partie de l'aire d'attraction de Dole, dont elle est une commune de la couronne,. Cette aire, qui regroupe 87 communes, est catégorisée dans les aires de 50 000 à moins de 200 000 habitants,.

### Occupation des sols
L'occupation des sols de la commune, telle qu'elle ressort de la base de données européenne d’occupation biophysique des sols Corine Land Cover (CLC), est marquée par l'importance des territoires agricoles (72,3 % en 2018), en diminution par rapport à 1990 (74,5 %). La répartition détaillée en 2018 est la suivante : 
terres arables (39,5 %), prairies (27,2 %), forêts (7,7 %), zones industrielles ou commerciales et réseaux de communication (6,7 %), zones agricoles hétérogènes (5,5 %), eaux continentales (5,4 %), mines, décharges et chantiers (4,7 %), zones urbanisées (3,2 %). L'évolution de l’occupation des sols de la commune et de ses infrastructures peut être observée sur les différentes représentations cartographiques du territoire : la carte de Cassini (XVIIIe siècle), la carte d'état-major (1820-1866) et les cartes ou photos aériennes de l'IGN pour la période actuelle (1950 à aujourd'hui).

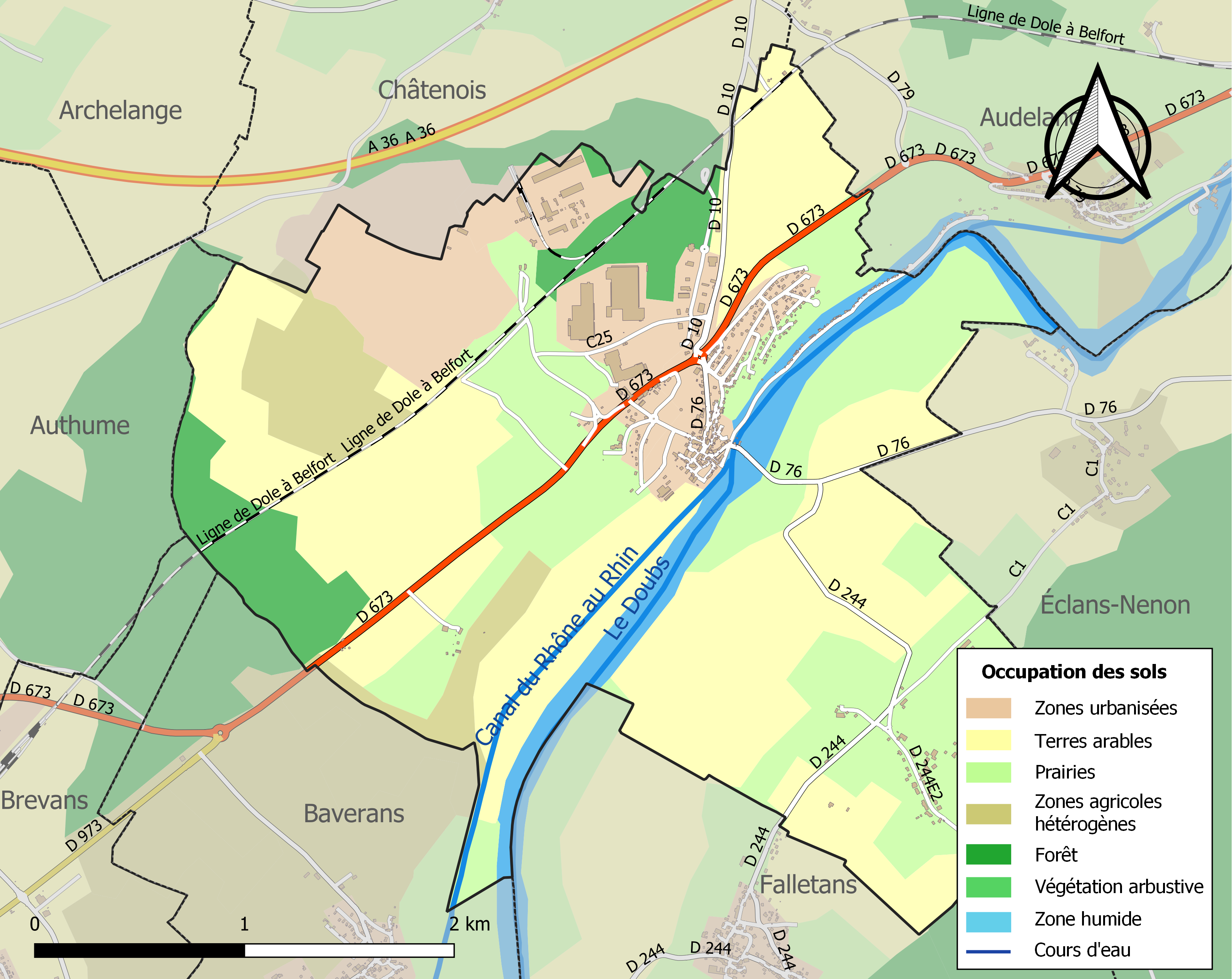
Carte des infrastructures et de l'occupation des sols de la commune en 2018 (CLC).

## Histoire
La seigneurie appartient à Jean Ier l'Antique, à partir de 1241, succédant à son père, Étienne II († 1241), dit de Bourgogne-Comté, comte d'Auxonne,. Elle passe ensuite à son fils cadet Jean Ier de Chalon-Auxerre, tige des Chalon-Auxerre-Tonnerre. La communauté du bourg-dessous obtient une charte de franchises accordée par Jean Ier de Chalon-Auxerre, vers la fin du XIIIe siècle.
Gilbert Cousin nous apprend que la place de Rochefort a été assiégée par les troupes de Charles Ier d'Amboise lors de la guerre de succession de Bourgogne et prise le 17 mai 1479. Rochefort servit ensuite de base arrière pour l'assaut français sur la ville de Dole.

## Politique et administration
| Période   | Période  | Identité                            | Étiquette             | Qualité                                            |
| --------- | -------- | ----------------------------------- | --------------------- | -------------------------------------------------- |
| vers 1801 |          | Baugillot                           |                       |                                                    |
| vers 1805 |          | Jean-Baptiste Régnier               |                       |                                                    |
| vers 1807 |          | L. Breton                           |                       |                                                    |
| vers 1817 |          | Régnier                             |                       |                                                    |
| vers 1833 |          | Jean Ballet                         |                       |                                                    |
| vers 1841 |          | Ballet                              |                       |                                                    |
| 18..      | 1876     | Anselme Roussel                     |                       |                                                    |
| 1876      | 1894     | Philippe Dalphin                    |                       |                                                    |
| 1894      | 1895     | François Simon                      |                       |                                                    |
| 1895      | 1908     | Louis Robert                        |                       |                                                    |
| 1908      | 1920     | Edgard Poux (1858-1943)             |                       |                                                    |
| 1920      | 1921     | Jean Gaudillot                      |                       |                                                    |
| 1921      | 1924     | Jules Chauvette                     |                       |                                                    |
| 1924      | 1936     | Pierre Vautey                       |                       |                                                    |
| 1936      | 1959     | Pierre Thibert (1900-1968)          |                       | Légion d'honneur et médaille de la Résistance      |
| 1959      | 1961     | François Préaut (1902-1961)         |                       |                                                    |
| 1961      | 1977     | Auguste Perrot (1905-1982)          |                       |                                                    |
| 1977      | En cours | Gérard Fernoux-Coutenet (1943-2...) | UDF puis DVD puis UDI | Restaurateur Ancien conseiller général (1982-1994) |

## Démographie
L'évolution du nombre d'habitants est connue à travers les recensements de la population effectués dans la commune depuis 1793. Pour les communes de moins de 10 000 habitants, une enquête de recensement portant sur toute la population est réalisée tous les cinq ans, les populations de référence des années intermédiaires étant quant à elles estimées par interpolation ou extrapolation. Pour la commune, le premier recensement exhaustif entrant dans le cadre du nouveau dispositif a été réalisé en 2007.

En 2022, la commune comptait 692 habitants, en évolution de +4,53 % par rapport à 2016 (Jura : −0,81 %, France hors Mayotte : +2,11 %).
| 1793 | 1800 | 1806 | 1821 | 1831 | 1836 | 1841 | 1846 | 1851 |
| ---- | ---- | ---- | ---- | ---- | ---- | ---- | ---- | ---- |
| 586  | 562  | 588  | 699  | 584  | 580  | 566  | 611  | 583  |

| 1856 | 1861 | 1866 | 1872 | 1876 | 1881 | 1886 | 1891 | 1896 |
| ---- | ---- | ---- | ---- | ---- | ---- | ---- | ---- | ---- |
| 590  | 509  | 506  | 502  | 516  | 480  | 506  | 481  | 483  |

| 1901 | 1906 | 1911 | 1921 | 1926 | 1931 | 1936 | 1946 | 1954 |
| ---- | ---- | ---- | ---- | ---- | ---- | ---- | ---- | ---- |
| 409  | 380  | 364  | 333  | 346  | 335  | 312  | 307  | 338  |

| 1962 | 1968 | 1975 | 1982 | 1990 | 1999 | 2006 | 2007 | 2012 |
| ---- | ---- | ---- | ---- | ---- | ---- | ---- | ---- | ---- |
| 346  | 294  | 286  | 387  | 599  | 641  | 587  | 580  | 567  |

| 2017 | 2022 | - | - | - | - | - | - | - |
| ---- | ---- | - | - | - | - | - | - | - |
| 679  | 692  | - | - | - | - | - | - | - |

## Économie
L'économie de la commune repose principalement sur une zone d'activité comprenant une cimenterie de la société Eqiom du groupe irlandais CRH, deux bases logistiques des groupes Intermarché et Colruyt, ainsi qu'une usine de fabrication de pâtes à tartes Eurodough.

## Culture locale et patrimoine

### Voies
| 49 odonymes recensés à Rochefort-sur-Nenon au 7 décembre 2013 | 49 odonymes recensés à Rochefort-sur-Nenon au 7 décembre 2013 | 49 odonymes recensés à Rochefort-sur-Nenon au 7 décembre 2013 | 49 odonymes recensés à Rochefort-sur-Nenon au 7 décembre 2013 | 49 odonymes recensés à Rochefort-sur-Nenon au 7 décembre 2013 | 49 odonymes recensés à Rochefort-sur-Nenon au 7 décembre 2013 | 49 odonymes recensés à Rochefort-sur-Nenon au 7 décembre 2013 | 49 odonymes recensés à Rochefort-sur-Nenon au 7 décembre 2013 | 49 odonymes recensés à Rochefort-sur-Nenon au 7 décembre 2013 | 49 odonymes recensés à Rochefort-sur-Nenon au 7 décembre 2013 | 49 odonymes recensés à Rochefort-sur-Nenon au 7 décembre 2013 | 49 odonymes recensés à Rochefort-sur-Nenon au 7 décembre 2013 | 49 odonymes recensés à Rochefort-sur-Nenon au 7 décembre 2013 | 49 odonymes recensés à Rochefort-sur-Nenon au 7 décembre 2013 | 49 odonymes recensés à Rochefort-sur-Nenon au 7 décembre 2013 | 49 odonymes recensés à Rochefort-sur-Nenon au 7 décembre 2013 |
| Allée                                                         | Avenue                                                        | Bld                                                           | Chemin                                                        | Esplanade                                                     | Impasse                                                       | Montée                                                        | Passage                                                       | Place                                                         | Quai                                                          | Carrefour                                                     | Route                                                         | Rue                                                           | Ruelle                                                        | Autres                                                        | Total                                                         |
| ------------------------------------------------------------- | ------------------------------------------------------------- | ------------------------------------------------------------- | ------------------------------------------------------------- | ------------------------------------------------------------- | ------------------------------------------------------------- | ------------------------------------------------------------- | ------------------------------------------------------------- | ------------------------------------------------------------- | ------------------------------------------------------------- | ------------------------------------------------------------- | ------------------------------------------------------------- | ------------------------------------------------------------- | ------------------------------------------------------------- | ------------------------------------------------------------- | ------------------------------------------------------------- |
| 0                                                             | 0                                                             | 0                                                             | 4                                                             | 1                                                             | 6                                                             | 0                                                             | 0                                                             | 1                                                             | 0                                                             | 0                                                             | 4                                                             | 23                                                            | 3                                                             | 7                                                             | 49                                                            |
| Notes « N »                                                   | Notes « N »                                                   | Notes « N »                                                   | 1. 2. 3. 4. 5. 6. 7. 8.                                       | 1. 2. 3. 4. 5. 6. 7. 8.                                       | 1. 2. 3. 4. 5. 6. 7. 8.                                       | 1. 2. 3. 4. 5. 6. 7. 8.                                       | 1. 2. 3. 4. 5. 6. 7. 8.                                       | 1. 2. 3. 4. 5. 6. 7. 8.                                       | 1. 2. 3. 4. 5. 6. 7. 8.                                       | 1. 2. 3. 4. 5. 6. 7. 8.                                       | 1. 2. 3. 4. 5. 6. 7. 8.                                       | 1. 2. 3. 4. 5. 6. 7. 8.                                       | 1. 2. 3. 4. 5. 6. 7. 8.                                       | 1. 2. 3. 4. 5. 6. 7. 8.                                       | 1. 2. 3. 4. 5. 6. 7. 8.                                       |
| Sources : rue-ville.info & OpenStreetMap & FNACA-GAJE du Jura |                                                               |                                                               |                                                               |                                                               |                                                               |                                                               |                                                               |                                                               |                                                               |                                                               |                                                               |                                                               |                                                               |                                                               |                                                               |

### Lieux et monuments
- Fontaine-lavoir (1886). Elle se trouve place de la Fontaine.
- Château-fort du XIIIe siècle siècle (en ruines). De l'imposante forteresse, il ne subsiste qu'une tour circulaire et une portion du rempart.
- Enceinte du bourg médiéval (XIVe siècle). Monuments historiques : tour, porte. La porte d'entrée fortifiée du bourg dessous se situe ruelle des Romains.
- Croix de mission (1901). Sise rue Barbière.
- Monument aux morts (début des années 1920). Situé dans l'enceinte de l'ancien cimetière (autour de l'église), il a été sculpté par Péju ainé, Monsieur Chauvette étant maire.
- Mairie. Sise rue du Moulin.
- Moulin
- Ecluse
- Eglise Saint-Laurent (fin du XVIIIe siècle). L'édifice actuel a été construit de 1789 à 1792. Il abrite une toile peinte en 1830 par Xavier Bourges : l'Apothéose de Saint Laurent. Fonts baptismaux du XVe siècle avec armoiries.
- Cimenterie. Sise chemin de la Cimenterie.
- Sous les roches. Au pied des falaises de calcaire s'élevant sur la rive droite du Doubs. Aire de pique-nique ombragée et site d'escalade.
- Grotte du Trou de la Mère Clochette. Cette cavité, fouillée par Julien Feuvrier entre 1905 et 1909, fut occupée par les Aurignaciens, il y a 35000 ans.
- Chapelle Notre-Dame de Consolation (XVIIe siècle). Edifice restauré en 1827 par le vicomte et la vicomtesse De Reculot.
- Rocher du saut de la pucelle.
- Cerf au brame. Sculpture monumentale sise au centre du rond-point de la RD 673. Œuvre réalisée par Pierre Duc en 2010.
- Canal du Rhône au Rhin.
- Croix du Jubilé de 1901. Elle se trouvait à Gros-Buisson. Seule sa base en calcaire est encore visible.

### Personnalités liées à la commune
- Étienne II d'Auxonne († 1241), seigneur.
- Maison de Chalon, seigneurs (XIIIe – XIVe siècle).
- Guillaume de Rochefort, chancelier de France (sous Louis XI et Charles VIII)
- Guy de Rochefort chancelier de France (sous Louis XII) ont leurs ancêtres originaires de ce bourg au XIIIe siècle et XIVe siècle. Le  descendant de Guy le plus illustre est Henri Rochefort le polémiste de la deuxième moitié du XIXe siècle[20].
- Claude de Vaudrey (1443-1518) chevalier et chef militaire comtois, défenseur de Rochefort lors de son siège de 1479
- Henry de Champagne (1600-1662), commandant en second de l'armée comtoise, seigneur de Rochefort
- Jean François Thomassin (1750-1828) : né à Rochefort, il devint chirurgien à Dole avant de s'engager dans le régiment de cavalerie dolois comme chirurgien-major. En 1792, il fut nommé chirurgien en chef de l'armée du Rhin. Officier de la Légion d'honneur. Une rue de la commune porte son nom.

### Héraldique
| Insolence de Rochefort | Les armes de la commune se blasonnent ainsi : Coupé : au premier d'argent au lion passant de gueules, au second d'azur semé de billettes d'or. |

### Cartes
1. ↑  IGN, « Évolution comparée de l'occupation des sols de la commune sur cartes anciennes », sur remonterletemps.ign.fr (consulté le 15 juillet 2023).